# Касов
Касов (њем. Kassow) општина је у њемачкој савезној држави Мекленбург-Западна Померанија. Једно је од 59 општинских средишта округа Бад Доберан. Према процјени из 2010. у општини је живјело 378 становника. Посједује регионалну шифру (AGS) 13051033.

## Географски и демографски подаци
Касов се налази у савезној држави Мекленбург-Западна Померанија у округу Бад Доберан. Општина се налази на надморској висини од 13 метара. Површина општине износи 14,4 km². У самом мјесту је, према процјени из 2010. године, живјело 378 становника. Просјечна густина становништва износи 26 становника/km².